# Anne Poulett
L'honorable Anne Poulett (11 juillet 1711-5 juillet 1785) est un homme politique britannique qui siège à la Chambre des communes pendant seize ans, de 1769 jusqu'à sa mort en 1785. 

## Biographie
Il est le quatrième fils de John Poulett (1er comte Poulett) et est né le 11 juillet 1711. Il reçoit son prénom inhabituel en l'honneur de la reine Anne, qui est sa marraine lors de son baptême. 
Il s'est initialement présenté à Bridgwater lors des élections générales de 1768 et, bien qu'il ait initialement déclaré battu, le résultat est annulé à sa demande en 1769. Il est réélu sans opposition aux élections générales de 1774 et dirige le scrutin aux élections contestées de 1780 et 1784. Tout au long de sa carrière, il est généralement partisan de lord North, bien qu'il ait voté à l'occasion contre lui. 
En 1780, il donne à l'église St Mary de Bridgwater un magnifique tableau de la descente de croix datant du XVIIe siècle, qui semble avoir été capturé lors de la prise d'un navire de guerre espagnol. L'artiste est inconnu, bien qu'il ait été attribué à Murillo. La peinture est maintenant utilisée dans le retable de l'église. 
Le 2 mai 1785, il présente au Parlement une pétition de ses électeurs en faveur de l'abolition de la traite des esclaves, faisant de Bridgwater la première ville à présenter une telle pétition. Cependant, il est largement ignoré ,. Il est décédé peu après, le 5 juillet 1785. 